# Prawo Gaussa (elektryczność)
Prawo Gaussa dla elektryczności – prawo wiążące pole elektryczne z jego źródłem, czyli ładunkiem elektrycznym. Natężenie pola elektrycznego jest polem wektorowym i spełnia twierdzenie Gaussa-Ostrogradskiego:
Strumień natężenia pola elektrycznego, przenikający przez dowolną powierzchnię zamkniętą w jednorodnym środowisku o bezwzględnej przenikalności elektrycznej {\displaystyle \varepsilon ,} jest równy stosunkowi całkowitego ładunku znajdującego się wewnątrz tej powierzchni do wartości tejże przenikalności.

## Prawo Gaussa w próżni

### W ujęciu całkowym
Strumień {\displaystyle \Phi _{E}} natężenia pola elektrycznego {\displaystyle {\vec {E}},} przenikający przez zamkniętą powierzchnię {\displaystyle S,} ograniczającą obszar o objętości {\displaystyle V,} jest wprost proporcjonalny do ładunku elektrycznego {\displaystyle Q} zawartego w tym obszarze (objętości):
{\displaystyle \Phi _{E}=\oint \limits _{S}{\vec {E}}\cdot \mathrm {d} {\vec {S}}={\frac {1}{\varepsilon _{0}}}\int \limits _{V}\rho \,\mathrm {d} V={\frac {Q}{\varepsilon _{o}}},}
przy czym:
- wektor {\displaystyle \mathrm {d} {\vec {S}}} jest wektorem powierzchni,
- współczynnikiem proporcjonalności jest przenikalność elektryczna próżni {\displaystyle \varepsilon _{0}.}

### W ujęciu różniczkowym
Dywergencja natężenia pola elektrycznego równa jest ilorazowi gęstości ładunku i przenikalności elektrycznej próżni:
{\displaystyle \nabla \cdot {\vec {E}}={\frac {\rho }{\varepsilon _{0}}},}
przy czym:
{\displaystyle \nabla \cdot {\vec {E}}} – dywergencja natężenia pola elektrycznego,
{\displaystyle \rho } – gęstość ładunku,
{\displaystyle \varepsilon _{\mathrm {0} }} – przenikalność elektryczna w próżni równa {\displaystyle 8{,}854187817\ldots \cdot 10^{-12}\,\mathrm {\frac {F}{m}} .}

## Prawo Gaussa w materii
W materii pole elektryczne wywołuje przesunięcie ładunków elektrycznych, co skutkuje powstaniem ładunków zwanych ładunkami indukowanymi. Prawo Gaussa obowiązuje także w tej sytuacji, ale trzeba uwzględnić ładunki indukowane w ośrodku. Jest to podejście bardzo niewygodne w związku z czym uwzględnia się ten wkład za pomocą przenikalności elektrycznej materiału ośrodka:
{\displaystyle \Phi _{E}={\frac {Q_{\mathrm {sw} }+Q_{\mathrm {ind} }}{\varepsilon _{0}}}={\frac {Q_{\mathrm {sw} }}{\varepsilon _{\mathrm {r} }\varepsilon _{0}}}={\frac {Q_{\mathrm {sw} }}{\varepsilon }},}
przy czym:
{\displaystyle Q_{\mathrm {sw} }} – ładunki swobodne objęte powierzchnią {\displaystyle S,}
{\displaystyle Q_{\mathrm {ind} }} – ładunki indukowane w ośrodku objęte powierzchnią {\displaystyle S,}
{\displaystyle \varepsilon _{\mathrm {r} }} – względna przenikalność elektryczna ośrodka,
{\displaystyle \varepsilon } – przenikalność elektryczna ośrodka (bezwzględna).
W ujęciu różniczkowym prawo Gaussa można teraz zapisać jako
{\displaystyle \nabla \cdot {\vec {E}}={\frac {\rho _{\mathrm {sw} }}{\varepsilon }},}
w którym:
{\displaystyle \rho _{\mathrm {sw} }} – gęstość ładunków swobodnych.
Wkład ośrodka można też uwzględnić za pomocą indukcji elektrycznej związanej z natężeniem pola elektrycznego przez
{\displaystyle {\vec {D}}=\varepsilon {\vec {E}}.}
Dla której prawo Gaussa brzmi:
Strumień indukcji elektrycznej {\displaystyle {\vec {D}}} przenikający przez zamkniętą powierzchnię {\displaystyle S} jest równy ładunkowi elektrycznemu {\displaystyle Q} zawartemu w objętości zamkniętej powierzchnią {\displaystyle S{:}}
{\displaystyle \oint \limits _{S}{\vec {D}}\cdot {\textrm {d}}{\vec {S}}=\int \limits _{V}\rho \,{\textrm {d}}V=Q_{\mathrm {sw} }}
lub w postaci różniczkowej
{\displaystyle \nabla \cdot {\vec {D}}=\rho _{\mathrm {sw} },}
w którym:
{\displaystyle \nabla \cdot {\vec {D}}} – dywergencja indukcji elektrycznej.

## Konsekwencje prawa Gaussa
Wzór: {\displaystyle \oint \limits _{S}{\vec {E}}\cdot \mathrm {d} {\vec {S}}={\frac {Q}{\varepsilon }}} jest wyrazem faktu, że pole wektorowe {\displaystyle {\vec {E}}} jest polem źródłowym.
Dla ładunku punktowego {\displaystyle Q} pole ma symetrię sferyczną, dzięki czemu strumień pola w odległości {\displaystyle r} można zapisać jako:
{\displaystyle \Phi _{E}=\oint \limits _{S}{\vec {E}}\ \cdot \mathrm {d} {\vec {S}}=S_{r}E(r),}
w którym {\displaystyle S_{r}} jest powierzchnią kuli o promieniu {\displaystyle r.}
Z powyższego wynika:
{\displaystyle E(r)={\frac {Q}{\varepsilon S_{r}}}.}
Pole powierzchni kuli jest równe {\displaystyle 4\pi r^{2}.} Stąd wynikają wzory na natężenie pola elektrycznego oraz siłę oddziaływania ładunku próbnego {\displaystyle q} z ładunkiem punktowym:
{\displaystyle E(r)={\frac {Q}{4\pi \varepsilon r^{2}}},}
{\displaystyle F(r)={\frac {Qq}{4\pi \varepsilon r^{2}}}.}
Otrzymany wzór wyraża prawo Coulomba. Dodatkowym wnioskiem z powyższego równania jest to, że jeżeli w prawie Coulomba występuje wykładnik równy dokładnie 2 (co jest wyznaczane eksperymentalnie), to nasza przestrzeń ma dokładnie 3 wymiary. Jest to jedna z niewielu bezpośrednich metod badania „wymiarowości” naszej przestrzeni.
Prawo Gaussa zostało później ujęte w równaniach Maxwella.

## Odpowiednik dla magnetyzmu
Całkowity strumień indukcji magnetycznej przechodzący przez powierzchnię zamkniętą równa się zeru. Fakt ten wynika stąd, iż pole magnetyczne jest bezźródłowe – nie istnieją ładunki magnetyczne, dywergencja pola jest wszędzie równa zero.
{\displaystyle \Phi _{B}=\oint \limits _{S}{\vec {B}}\cdot \mathrm {d} {\vec {S}}=\oint \limits _{V}\nabla \cdot {\vec {B}}\mathrm {d} V=0.}

## Odpowiednik dla grawitacji
Prawo Gaussa dotyczy także pól grawitacyjnych:
{\displaystyle \oint \limits _{S}{\vec {g}}\cdot \mathrm {d} {\vec {S}}=-4\pi GM,}
przy czym:
{\displaystyle {\vec {g}}} – natężenie pola grawitacyjnego,
{\displaystyle G} – stała grawitacji.
Strumień natężenia pola {\displaystyle {\vec {g}}} przez powierzchnię zamkniętą {\displaystyle S} równy jest całkowitej masie {\displaystyle M} zamkniętej przez tę powierzchnię pomnożonej przez {\displaystyle -4\pi G.}
Uwaga: Ta postać prawa Gaussa jest prawdziwa jedynie w teorii grawitacji Newtona. W ogólnej teorii względności już nawet w najprostszym przypadku jednorodnego pola przyspieszeń w zadanym obszarze (wektory przyspieszenia są w tym obszarze równoległe) zachodzi bowiem:
{\displaystyle \oint \limits _{S}{\vec {g}}\ \cdot \mathrm {d} {\vec {S}}={\frac {1}{c^{2}}}\oint \limits _{V}{\vec {g}}\ ^{2}\mathrm {d} V.}